# Francesco Menzocchi

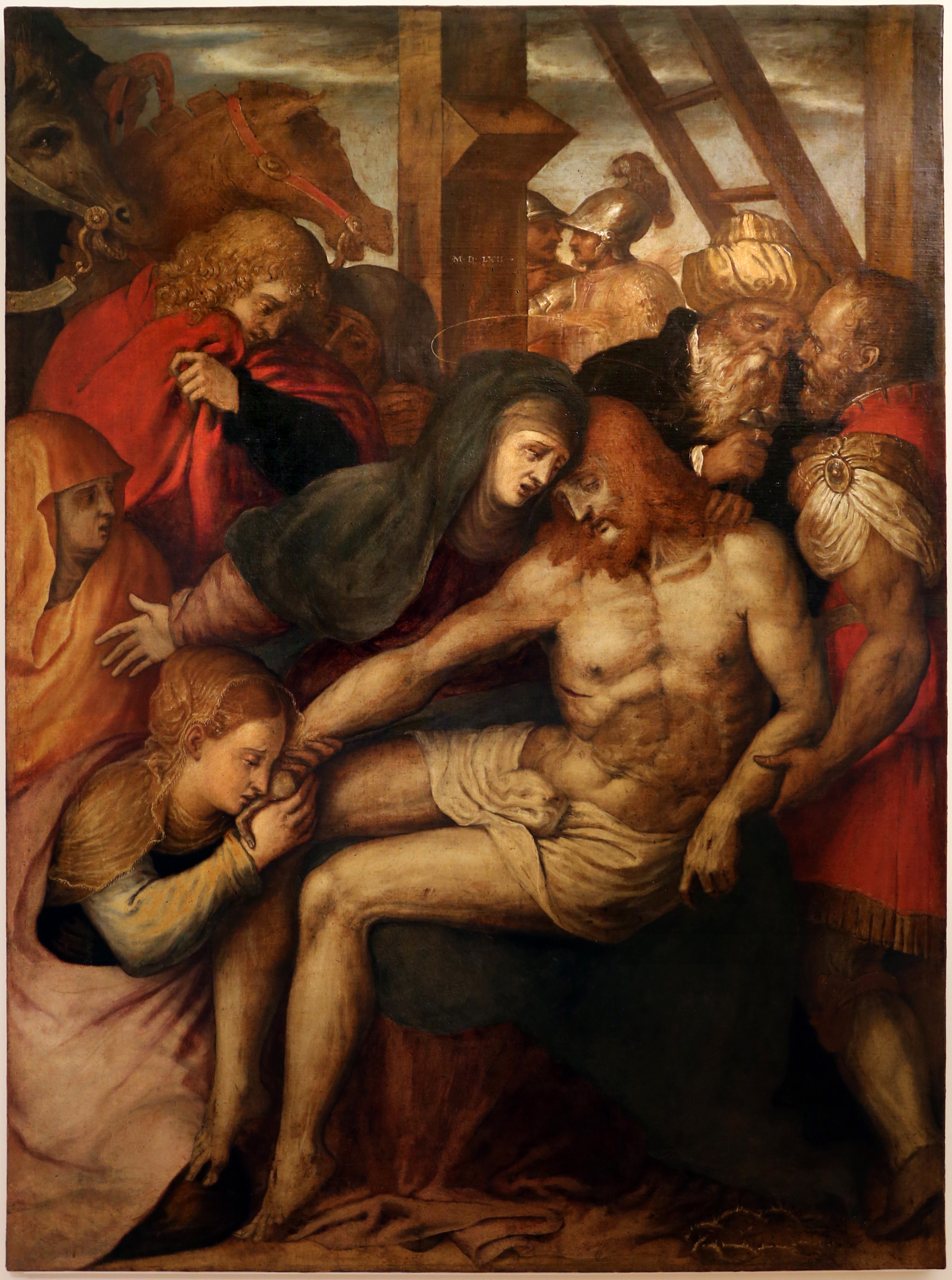
Deposizione, Pinacoteca civica di Forlì

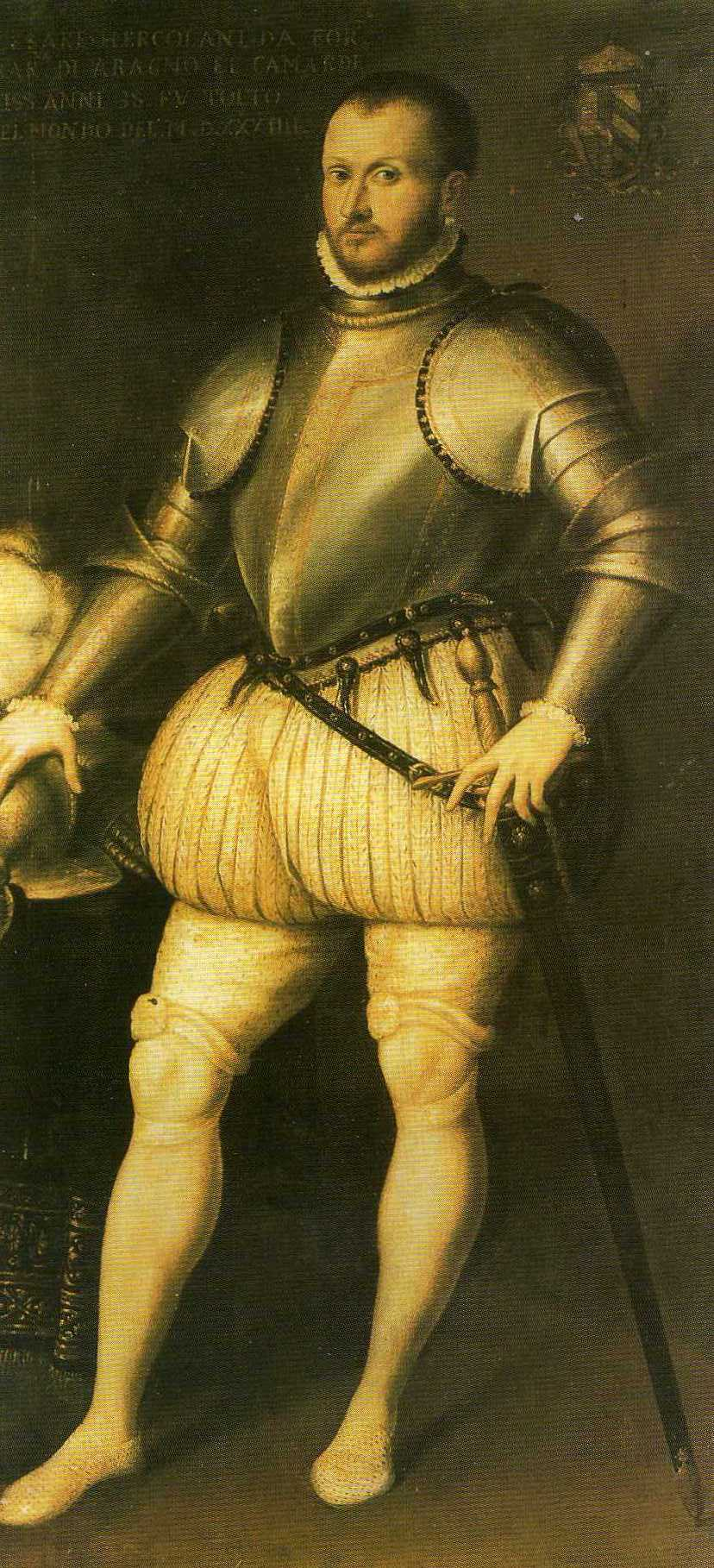
Ritratto di Cesare Hercolani

Francesco Menzocchi (Forlì, 1502 – Forlì, 1574) è stato un pittore italiano.

## Biografia
Artista di grande fama e rinomanza nel secolo XVI, può essere considerato un buon prosecutore della scuola pittorica forlivese. Fu impegnato anche dal punto di vista sociale, avendo aderito, come già suo padre Sebastiano, probabilmente anch'egli pittore, alla confraternita dei Battuti Celestini.
Si formò presso Gerolamo Genga, con cui lavorò nei perduti affreschi della cappella Lombardini per la chiesa di San Francesco Grande a Forlì, contratto stipulato nel 1518, successivamente segue il maestro a Pesaro per partecipare alla decorazione della Villa Imperiale per Francesco Maria I della Rovere insieme a: Bronzino, Raffaellino del Colle, Dosso e Battista Dossi. Sempre a Pesaro, lavorò anche al palazzo Ducale.
Nel 1534-1536, assieme a Gaspare Sacchi, affrescò la sacrestia dell'abbazia di Santa Maria del Monte di Cesena.
Collaborò con Francesco Salviati e Camillo Mantovano nella Sala di Psiche in palazzo Grimani di Santa Maria Formosa a Venezia, nel 1540 circa, realizzando quattro tele del soffitto ligneo non più esistente.
Dopo essersi occupato della Sala Regia in Vaticano (tra il 1542 e il 1545), si vide affidata la decorazione di due cappelle nel santuario di Loreto. Di questi lavori si ricordano il Sacrificio di Melchisedec e il Miracolo della manna, affreschi eseguiti nel 1545-48 per la cappella del Santissimo Sacramento (o Francese). 
Un interessante affresco, a monocromo, è nella chiesa di Santa Maria Maddalena di Faenza.
Suo è anche il dipinto del Padreterno in gloria con i santi Mercuriale, Valeriano, Sebastiano, Grato e Marcello, nella chiesa della Santissima Trinità di Forlì.
Del 1563 sono gli affreschi, ora parzialmente rovinati, della Sala delle Ninfe nel palazzo Comunale di Forlì.
Fra le opere forlivesi, va ricordato anche il celebre Ritratto di Cesare Hercolani, il "vincitore della battaglia di Pavia".
Non ben precisata è, invece, l'epoca del famoso Polittico di San Marino per l'antica Pieve di San Marino, oggi nel Museo di Stato della Repubblica di San Marino.
Sue opere sono visibili, infine, alla pinacoteca di Brera (Deposizione dalla Croce) e, a Forlì, alla Pinacoteca Civica, nell'abbazia di San Mercuriale e nella chiesa francescana di Santa Maria del Fiore. Muore a Forlì nel 1574.
Cominciarono a dipingere come suoi collaboratori, ma poi lavorarono anche in proprio i figli Pier Paolo Menzocchi e Sebastiano Menzocchi.
Fra i pittori che risentirono l'influenza di Francesco Menzocchi, è da citare anche Giuseppe Bastiani da Macerata.